# So Ji-sub
So Ji Sub (Hangul: 소지섭, Hanja: 蘇志燮, sinh ngày 04 tháng 11 năm 1977) là một nam diễn viên nổi tiếng người Hàn Quốc trực thuộc công ty giải trí 51K Entertainment do chính anh thành lập. Xuất thân là vận động viên bơi lội chuyên nghiệp, anh bắt đầu sự nghiệp với vai trò người mẫu vào năm 1995 trước khi chính thức ra mắt với vai diễn trong bộ phim Model (1997). Bộ phim Giày Thủy Tinh (2002) và Xin Lỗi, Anh Yêu Em (2004) đã giúp anh trở thành một trong những ngôi sao hàng đầu Hàn Quốc, vang danh khắp Châu Á. Trong suốt sự nghiệp, anh tiếp tục ghi dấu ấn với loạt phim thành công như Always (2011), Master’s Sun (2013), Oh My Venus (2015), The Battleship Island (2017) hay Be With You (2018).
Bên cạnh diễn xuất, So Ji Sub còn có niềm đam mê âm nhạc, đã cho phát hành nhiều album hip-hop thể hiện cá tính riêng. Sở hữu vẻ ngoài nam tính, cuốn hút cùng lối sống khiêm tốn và đời tư sạch sẽ đã giúp anh tạo nên sức hút riêng biệt, duy trì vị thế vững chắc trong làng giải trí suốt gần ba thập kỷ.

## Sự nghiệp
Trước khi bước chân vào nghệ thuật, So Ji Sub là một vận động viên bơi lội chuyên nghiệp từng đạt huy chương cấp quốc gia. Ngoài ra, anh còn là thành viên của đội tuyển bóng ném Hàn Quốc. Năm 1995, So Ji Sub tham gia cuộc thi tuyển chọn người mẫu quần jeans và xuất sắc vượt qua 6.000 ứng viên để trở thành người mẫu độc quyền của thương hiệu STORM. Cơ duyên này đã mở ra con đường sự nghiệp của anh trong ngành giải trí. Sau khi trở thành người mẫu, anh dần lấn sân sang diễn xuất với các vai phụ trong loạt phim truyền hình như Three Guys and Three Girls (1996) và Model (1997). 
Bước ngoặt lớn đầu tiên trong sự nghiệp của So Ji Sub đến vào năm 2002 với bộ phim Glass Slippers (Giày thủy tinh). Bộ phim thành công vang dội, giúp anh nhận được sự chú ý và yêu mến từ khán giả. Năm 2004, anh tiếp tục tạo dấu ấn với hai bộ phim Memories of Bali (Chuyện gì đã xảy ra ở Bali) và Sorry, I Love You (Xin lỗi, anh yêu em). Đặc biệt, Xin lỗi anh yêu em đã đưa tên tuổi So Ji Sub bùng nổ khắp châu Á, chính thức giúp anh bước vào hàng ngũ sao hạng A tại Hàn Quốc. 
Năm 2005, anh tạm gác sự nghiệp để thực hiện nghĩa vụ quân sự trong hai năm. Đến năm 2008, So Ji Sub có màn tái xuất ấn tượng với bộ phim điện ảnh Rough Cut. Dù có kinh phí thấp, bộ phim vẫn được đón nhận nồng nhiệt và đạt doanh thu cao. Những năm sau đó, anh liên tiếp gặt hái nhiều thành công khi các tác phẩm tham gia đều để lại thành tích nổi bật trên cả hai mảng phim truyền hình lẫn phim điện ảnh. 
Bên cạnh sự nghiệp diễn xuất, So Ji Sub còn thể hiện niềm đam mê âm nhạc khi ghi dấu ấn với vai trò là một rapper. Anh từng rap trong hai ca khúc nhạc phim điện ảnh Rough Cut (2008) là Lonely Life và Foolish Love. Đến nay, anh đã phát hành 9 album nhạc hip-hop của riêng mình. Không chỉ hoạt động nghệ thuật, So Ji Sub còn là một tác giả tài năng. Năm 2010, anh phát hành sách ảnh So Ji Sub’s Journey, bán hơn 50.000 bản chỉ trong 10 ngày và nhanh chóng lọt top tác phẩm ăn khách nhất Hàn Quốc thời điểm đó. Năm 2011, anh tiếp tục ra mắt cuốn sách thứ hai Only You with So Ji Sub. Ngoài ra, anh từng phát hành tạp chí dành riêng cho người hâm mộ mang tên SONICe, chia sẻ những câu chuyện và góc nhìn cá nhân về cuộc sống. 
Năm 2009, So Ji Sub thành lập công ty giải trí 51K Entertainment để chủ động hơn trong việc phát triển sự nghiệp. Trải qua 15 năm, 51K Entertainment đã mở rộng lĩnh vực hoạt động, không chỉ quản lý nghệ sĩ mà còn đầu tư sản xuất, xuất khẩu phim truyền hình trong và ngoài nước. Hiện tại, 51K là mái nhà chung của các nghệ sĩ nổi tiếng như Ok Taecyeon, Cha Hak Yeon, Lee Seung Woo,... 
Với sức ảnh hưởng mạnh mẽ, So Ji Sub từng được tạp chí Forbes xếp vào danh sách Người nổi tiếng quyền lực của Hàn Quốc, đứng thứ 35 năm 2010 và thứ 21 năm 2012. Nhờ tài năng, ngoại hình cuốn hút và đời tư không scandal, anh cũng là gương mặt đại diện của nhiều thương hiệu lớn. Nhiều năm liền, anh luôn nằm trong top nam diễn viên được trả thù lao cao nhất tại Hàn Quốc.

## Đời tư
Năm 2019, So Ji Sub và phát thanh viên Jo Eun Jung công khai chuyện tình cảm vào tháng 5/2019. Đây là lần đầu tiên và duy nhất anh công khai tình cảm trong suốt sự nghiệp. Ngày 7 tháng 4 năm 2020, công ty quản lý của So Ji Sub là 51K Entertainment đã đưa ra thông báo về việc nam diễn viên sinh năm 1977 và bạn gái 9X đã quyết định tiến đến cánh cửa hôn nhân. Đơn vị này cho biết cả hai đã nhận ra đối phương là nửa còn lại của mình, đồng thời thực hiện lời thề nguyền trọn đời bên nhau. Cặp đôi đăng ký kết hôn vào hôm 7/4 và chính thức trở thành vợ chồng hợp pháp.
So Ji Sub nổi tiếng với đời tư sạch sẽ và không vướng scandal trong suốt ba thập kỷ hoạt động nghệ thuật. Anh luôn giữ hình ảnh nghiêm túc, chuyên nghiệp và kín tiếng về chuyện cá nhân. Trước khi kết hôn với phát thanh viên Jo Eun Jung, anh chưa từng công khai hẹn hò ai khác, càng khiến công chúng ngưỡng mộ sự chín chắn và điềm đạm của anh. Với lối sống giản dị, không phô trương, So Ji Sub được xem là một trong những nghệ sĩ mẫu mực của làng giải trí Hàn Quốc.

## Phim ảnh

### Phim truyền hình
| Năm  | Tên                                                | Vai diễn                           | Bạn diễn | Số tập | Kênh          |
| ---- | -------------------------------------------------- | ---------------------------------- | --- | ------ | ------------- |
| 1996 | Three Guys and Three Girls                         | Kim Chul Soo                       | |        | KBS           |
| 1997 | Model - Người mẫu                                  | Song Kyung Chul                    | |        | SBS           |
| 1998 | What you keep is unforgettable (Best theater)      | Dong Woo                           | |        | MBC           |
| 1998 | I Hate You, But It's Fine                          | Chul Min                           | |        | KBS           |
| 2000 | Have you said 'I love you'? (Best theater)         | Kyung Min                          | |        | MBC           |
| 2000 | Because of you                                     | Yoon Min Ki                        | |        | MBC           |
| 2000 | Cheers for women                                   | Hwang Joon Won                     | |        | SBS           |
| 2000 | Miss Hiphop & Mister Rock                          | Oh Chul Soo                        | |        |               |
| 2000 | Wanglung's land                                    | Park Min Ho                        | |        |               |
| 2000 | Good good                                          | Park Ji Sub                        | |        |               |
| 2001 | Long Way                                           | Ki-hyun                            | |        | SBS           |
| 2001 | Delicious Proposal                                 | Jang Hee Moon                      | |        | MBC           |
| 2001 | Law Firm                                           | Choi Jang Goon                     | |        | SBS           |
| 2002 | We Are Dating Now - Chuyện hẹn hò                  | Choi Kyo In                        | Chae Rim | 16     | SBS           |
| 2002 | Glass Slippers - Giày thủy tinh                    | Park Chul Woong                    | Kim Hyun Joo, Kim Ji Ho, Han Jae Suk                                                                         | 40     | SBS           |
| 2003 | Thousand Years of Love - Chuyện tình vượt ngàn năm | General Guishil Ari / Kang In Chul | Sung Yu Ri, Kim Nam Jin                                                                                      | 20     | SBS           |
| 2004 | What Happened in Bali - Chuyện gì đã xảy ra ở Bali | Kang In Wook                       | Ha Ji Won, Jo In Sung, Park Ye Jin                                                                           | 20     | SBS           |
| 2004 | I'm sorry, I love you - Xin lỗi, anh yêu em        | Cha Moo Hyuk                       | Im Soo-jung                                                                                                  | 16     | KBS           |
| 2008 | U-Turn                                             | Ji Sub                             | Lee Yeon Hee                                                                                                 |        | OCN           |
| 2009 | Cain and Abel - Huynh đệ tàn sát                   | Lee Cho In / Oh Kang Ho            | Shin Hyun Joon, Han Ji Min, Chae Jung An                                                                     | 20     | SBS           |
| 2010 | Road No.1 - Đường số 1                             | Lee Jang Woo                       | Kim Ha Neul, Yoon Kye Sang                                                                                   | 20     | SBS           |
| 2012 | Ghost - Bóng ma                                    | Kim Woo Hyun / Park Ki Young       | Lee Yeon Hee                                                                                                 | 20     | SBS           |
| 2013 | Master's Sun - Mặt trời của chàng Joo              | Joo Joong Won                      | Gong Hyo Jin                                                                                                 | 17     | SBS           |
| 2014 | One Sunny Day - Một ngày nắng mới                  | Kim Ji Ho                          | Kim Ji Won                                                                                                   | 10     | Line TV       |
| 2015 | Oh my venus - Nữ thần của tôi                      | Kim Young Ho                       | Shin Min-ah                                                                                                  | 16     | KBS2          |
| 2018 | My Secret Terrius - Terius phía sau tôi            | Kim Bon                            | Jung In Sun                                                                                                  | 32     | MBC           |
| 2022 | Doctor Lawyer - Bác sĩ luật sư                     | Han Yi Han                         | Im Soo Hyang, Shin Sung Rok, Lee Joo Bin                                                                     | 16     | MBC - Disney+ |
| 2025 | Mercy for None - Không dung thứ                    | Nam Gi Jun                         | Huh Joon Ho, An Kil Kang, Tiger Lee, Gong Myung, Choo Young Woo, Cho Han Cheul, Cha Seung Won, Lee Joon Hyuk | 8      | Netflix       |

### Phim điện ảnh
| Năm  | Tên                                   | Vai diễn            | Bạn diễn                                                           |
| ---- | ------------------------------------- | ------------------- | ------------------------------------------------------------------ |
| 2002 | Can't live without robbery            | Choi Kang Jo        |                                                                    |
| 2008 | Kitaro and the Millennium Curse       | Yaksha              |                                                                    |
| 2008 | Rough Cut - Tứ hải huynh đệ           | Gang Pae            | Kang Ji Hwan                                                       |
| 2009 | Sophie's Revenge - Mỹ nhân đại chiến  | Jeff                | Chương Tử Di, Phạm Băng Băng, Hà Nhuận Đông, Lâm Tâm Như, Yao Chen |
| 2011 | Always (Only You) - Chỉ riêng mình em | Jang Cheol Min      | Han Hyo Joo                                                        |
| 2012 | A Company Man - Sát thủ máu lạnh      | Ji Hyeong Do        | Lee Mi Yeon                                                        |
| 2015 | The Throne - Bi kịch triều đại        | Vua JeongJo (cameo) | Song Kang Ho, Yoo Ah In                                            |
| 2017 | The Battleship Island - Đảo địa ngục  | Choi Chil Sung      | Song Joong-ki, Hwang Jung Min, Lee Jung Hyun                       |
| 2018 | Be With You - Và em sẽ đến            | Woo Jin             | Son Ye-jin                                                         |
| 2022 | Alienoid 1 - Cuộc chiến xuyên không   | Moon Do Seok        | Kim Tae Ri, Kim Woo Bin, Ryu Jun Yeol                              |
| 2022 | Confession - Hung thủ vô hình         | Yoo Min Ho          | Kim Yun Jin, Na Na                                                 |

## Âm nhạc
| Năm  | Album                          | Bài hát            | Nghệ sĩ                  | Video                                  |
| ---- | ------------------------------ | ------------------ | ------------------------ | -------------------------------------- |
| 2008 | Lonely Life(고독한 인생)       | Lonely Life        |                          |                                        |
| 2008 | Foolish Love (미련한 사랑)     | Foolish Love       | feat. V.O.S              |                                        |
| 2011 | Pick Up Line                   | Pick Up Line       |                          | MV                                     |
| 2012 | Corona Borealis (북쪽왕관자리) | Such a Story       | feat. Huh Gak, Mellow    | MV                                     |
| 2012 | Corona Borealis (북쪽왕관자리) | The Day a Year Ago | feat. Bobby Kim          |                                        |
| 2012 | Corona Borealis (북쪽왕관자리) | A Day of November  |                          |                                        |
| 2012 | Corona Borealis (북쪽왕관자리) | Corona Borealis    | feat. Han Kyung Mi       |                                        |
| 2013 | 6PM... Ground (6시...운동장)   | Picnic             | feat. Younha             | MV                                     |
| 2013 | 6PM... Ground (6시...운동장)   | Eraser             | feat. Mellow             |                                        |
| 2013 | 6PM... Ground (6시...운동장)   | Rulers             | feat. Takers             |                                        |
| 2013 | 6PM... Ground (6시...운동장)   | 6PM... Ground      |                          | MV Park Shin-hye, Yoo Seung-ho (cameo) |
| 2014 | 18 Years                       | 18 Years           | feat. Seok Byeol         | MV                                     |
| 2014 | 18 Years                       | Boy Go             | feat. Soul Dive          | MV                                     |
| 2014 | 18 Years                       | You in the Fantasy | feat. Soul Dive          |                                        |
| 2015 | So Ganzi                       | So Ganzi (BLACK)   | feat. Soul Dive, New Day | MV                                     |
| 2015 | So Ganzi                       | So Ganzi (WHITE)   | feat. Soul Dive, New Day | MV                                     |
| 2015 | Cola BABY                      | Cola BABY          | feat. Soul Dive          | MV                                     |
| 2017 | Are You With Me?               | Are You With Me?   | feat. CHANGMO            | MV                                     |
| 2017 | Are You With Me?               | See The Light      | feat. Soul Dive          |                                        |

## Sách
| Năm  | Tựa đề                  | Xuất bản     | Ghi chú      |
| ---- | ----------------------- | ------------ | ------------ |
| 2010 | So Ji Sub's Journey     | Sallim       | Photo essays |
| 2011 | Only You with So Ji Sub | 51K          | Photo essays |
| 2012 | SONICe Vol. 1           | 51K & CJ E&M | Tạp chí      |

## Giải thưởng
| Năm  | Giải thưởng                                                   | Hạng mục                                                       | Tên phim                        |
| ---- | ------------------------------------------------------------- | -------------------------------------------------------------- | ------------------------------- |
| 2000 | SBS Drama Awards                                              | Best New Actor                                                 | Good Good, Cheers for the Women |
| 2001 | Fashion Model Awards                                          | Ms. & Mr. Davidoff Award                                       |                                 |
| 2003 | SBS Drama Awards                                              | Excellence Award, Actor in a Special Planning Drama            | Thousand Years of Love          |
| 2003 | SBS Drama Awards                                              | Top 10 Stars                                                   | Thousand Years of Love          |
| 2004 | 40th Baeksang Arts Awards                                     | Most Popular Actor (TV)                                        | What Happened in Bali           |
| 2004 | KBS Drama Awards                                              | Popularity Award                                               | Sorry, I Love You               |
| 2004 | KBS Drama Awards                                              | Excellence Award, Actor                                        | Sorry, I Love You               |
| 2004 | KBS Drama Awards                                              | Netizen Award                                                  | Sorry, I Love You               |
| 2004 | KBS Drama Awards                                              | Best Couple Award (with Im Soo Jung)                           | Sorry, I Love You               |
| 2005 | 41st Baeksang Arts Awards                                     | Best Actor (TV)                                                | Sorry, I Love You               |
| 2008 | 25th Best Jeanist Awards                                      | Best Jeanist, International Category                           |                                 |
| 2008 | 29th Blue Dragon Film Awards                                  | Best New Actor                                                 | Rough Cut                       |
| 2008 | 28th Korean Association of Film Critics Awards                | Best Actor                                                     | Rough Cut                       |
| 2009 | 45th Baeksang Arts Awards                                     | Best New Actor (Film)                                          | Rough Cut                       |
| 2009 | 8th New York Asian Film Festival                              | Rising Star of Asia Award                                      | Rough Cut                       |
| 2009 | 10th Busan Film Critics Awards                                | Best New Actor                                                 | Rough Cut                       |
| 2009 | 18th Buil Film Awards                                         | Best New Actor                                                 | Rough Cut                       |
| 2009 | 22nd Grimae Awards                                            | Best Actor Award                                               | Cain and Abel                   |
| 2009 | Commendation from the Minister of Culture, Sports and Tourism | Minister’s Commendation                                        |                                 |
| 2009 | 2nd Korea Broadcasting Grand Prix Award                       | Actor of the Year in Broadcasting                              | Cain and Abel                   |
| 2009 | SBS Drama Awards                                              | Top Excellence Award, Actor                                    | Cain and Abel                   |
| 2009 | SBS Drama Awards                                              | Top 10 Stars Award                                             | Cain and Abel                   |
| 2010 | 47th Grand Bell Awards                                        | Achievement in Cultural Exchange                               |                                 |
| 2010 | 3rd Style Icon Awards                                         | International Style Icon                                       |                                 |
| 2010 | 8th Donga TV Korea Lifestyle Awards                           | Best Dressed Male of the Year                                  |                                 |
| 2011 | Korea Tourism Awards                                          | Special Achievement Award                                      |                                 |
| 2011 | 19th Korean Culture and Entertainment Awards                  | Grand Prize (Daesang) for Film                                 | Always                          |
| 2012 | SBS Drama Awards                                              | Top Excellence Award, Actor in a Drama Special                 | Ghost                           |
| 2012 | SBS Drama Awards                                              | Top 10 Stars Award                                             | Ghost                           |
| 2013 | SBS Drama Awards                                              | Top Excellence Award, Actor in a Miniseries                    | Master’s Sun                    |
| 2013 | SBS Drama Awards                                              | Top 10 Stars Award                                             | Master’s Sun                    |
| 2015 | KBS Drama Awards                                              | Top Excellence Award, Actor                                    | Oh My Venus                     |
| 2015 | KBS Drama Awards                                              | Best Couple Award (with Shin Min Ah)                           | Oh My Venus                     |
| 2018 | MBC Drama Awards                                              | Grand Prize (Daesang)                                          | My Secret Terrius               |
| 2018 | MBC Drama Awards                                              | Top Excellence Award, Actor in a Wednesday-Thursday Miniseries | My Secret Terrius               |
| 2018 | National Tax Service                                          | Beautiful Taxpayer                                             |                                 |

## Chương trình giải trí
- Saturday March (1995, KBS)
- Today is Saturday (MC) (1998, KBS)
- Choice! Pop Music (MC) (1999, KMTV)
- Music Camp (MC) (1999-2000, MBC)
- Beautiful Sunday - Crossing Korean Straits (2000, SBS)
- Infinity Challenge (ep.260-264-265-360, MBC)
- Little House In The Forest (cast member with Park Shin Hye) (2018, TvN)
- You Quiz On The Block (ep.164, 2022, TvN)

## Quyền lực
| Nhà xuất bản | Năm  | Top 40                                      | Thứ hạng |
| ------------ | ---- | ------------------------------------------- | -------- |
| Forbes       | 2010 | Người nổi tiếng quyền lực nhất của Hàn Quốc | 35       |
| Forbes       | 2012 | Người nổi tiếng quyền lực nhất của Hàn Quốc | 21       |